# Рыжов, Михаил Михайлович
Михаи́л Миха́йлович Рыжо́в (род. 17 декабря 1991 года) — российский легкоатлет, мастер спорта России международного класса специализируется в спортивной ходьбе.

## Биография

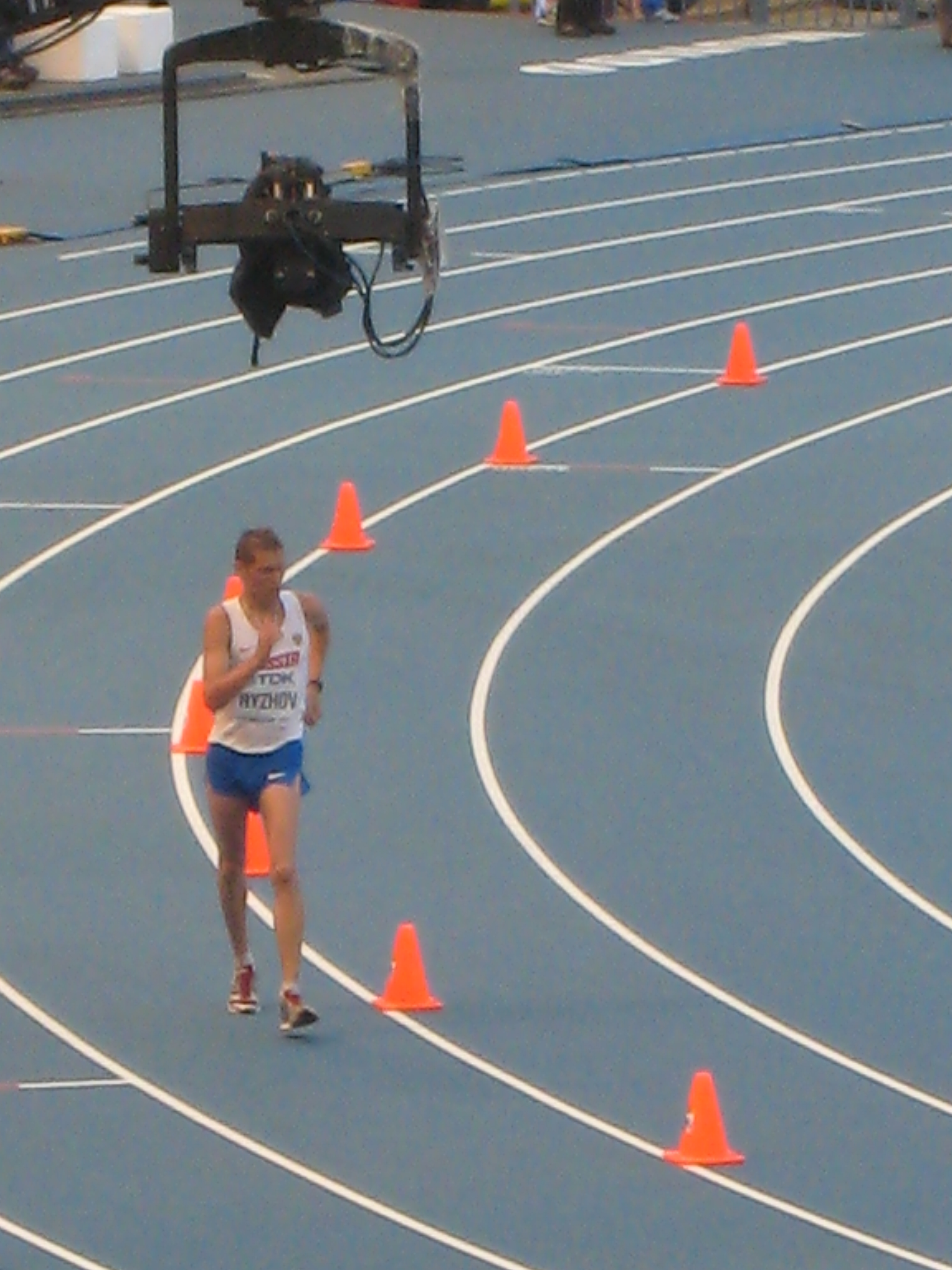
Последний круг перед финишем на чемпионате мира в Москве

Первую награду в спортивной ходьбе завоевал на первенстве России среди юниоров 2010 года в ходьбе на 10 километров. Осенью 2010 года выиграл кубок России сред юниоров. В 2011 году перешёл из юниоров в молодёжный разряд. На молодёжном чемпионате России 2011 года отобрался на Универсиаду в Шэньчжэнь, на которой завоевал серебряную награду на дистанции 20 километров. В 2012 году занял второе место на чемпионате России в ходьбе на 35 километров. В 2013 году выиграл бронзовую награду на чемпионате России. На Кубке Европы по спортивной ходьбе 2013 в Словакии выиграл золото в командном первенстве на 50 километров, а также серебро на индивидуальной дистанции 50 километров. На чемпионате мира 2013 года в Москве стал вторым на дистанции 50 км с результатом 3:38.58, уступив почти минуту ирландцу Роберту Хеффернану.
М. М. Рыжов тренируется в Саранске.